# D'Station Racing
Le D'Station Racing est une écurie de sport automobile japonaise fondée en 2013 par le pilote automobile japonais Satoshi Hoshino. Elle fait participer des voitures de Grand tourisme dans des championnats tels que le Championnat du monde d'endurance, l'Asian Le Mans Series, le Super GT et le Super Taikyu.

## Histoire

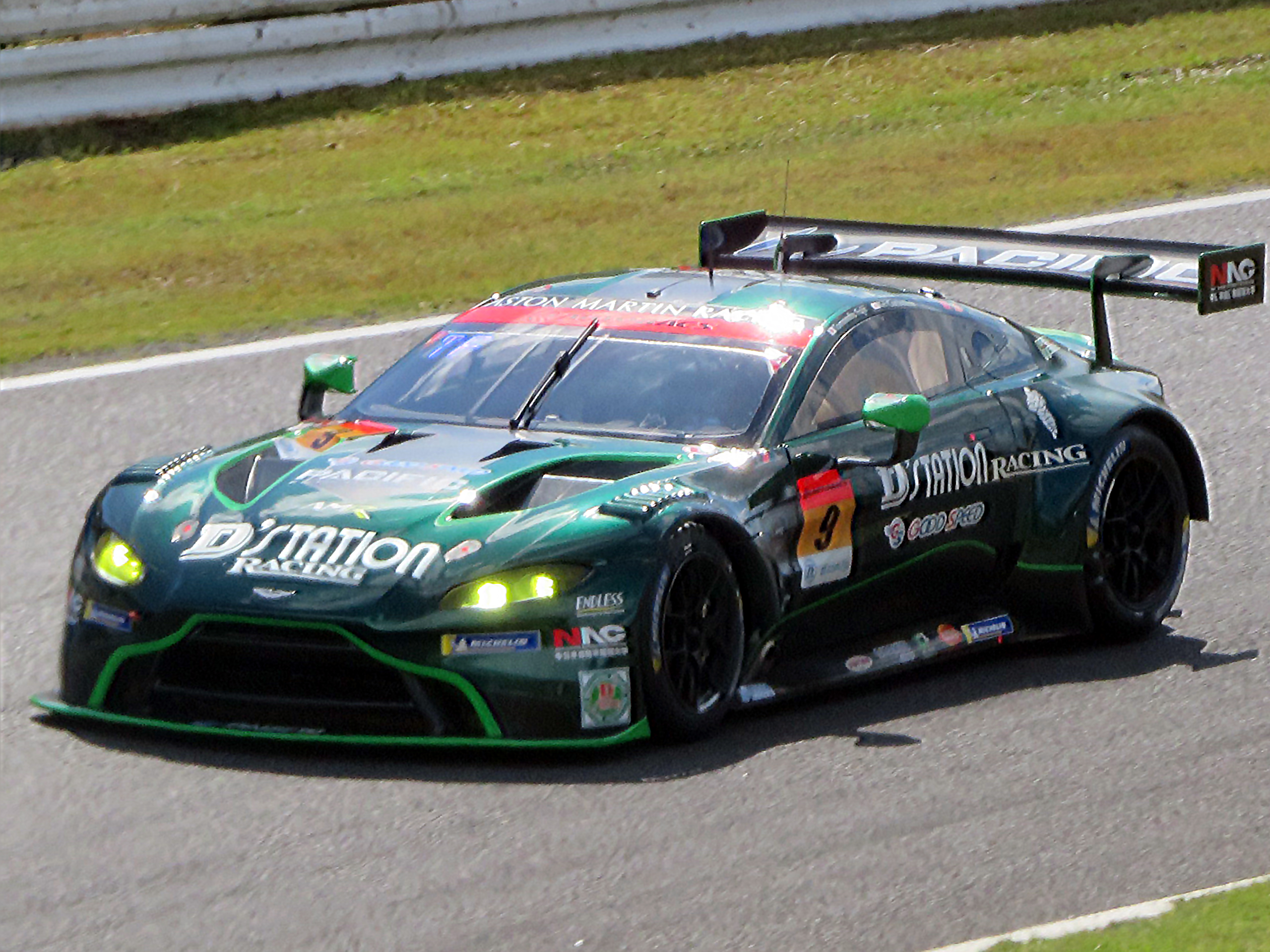
Aston Martin Vantage AMR GT3 de l'écurie D'Station Racing

En 2017, l'écurie japonaise D'Station Racing avait engagé une Porsche 911 GT3 R dans les championnats asiatiques Super GT dans la catégorie GT300 avec le support technique de KTR  ainsi que pour les manches japonaises de Fuji et de Suzuka du Blancpain GT Series Asia (en).
En 2018, l'écurie avait fait dans la continuité en engagent de nouveau une Porsche 911 GT3 R dans le championnats asiatique Super GT qui avait gardé les mêmes couleurs. Seul le numéro de la voiture avait changé en passant du n°33 au n°7. L'écurie avait également participé aux 10 Heures de Suzuka dans le cadre du championnat Intercontinental GT Challenge où elle avait inscrite deux Porsche 911 GT3 R, l'une dans la catégorie Pro, la n°7, et l'autre en Pro-Am, la n°77.
En 2019, l'écurie D'Station Racing avait signé un partenariat à long terme avec le constructeur britannique Aston Martin et de ce fait avait abandonné ses Porsche 911 GT3 R pour passer aux Aston Martin Vantage AMR GT3. C'est ainsi que l'écurie s'était engagé, pour la troisième année consécutives, dans le championnat Super GT sous le nom de D'Station Racing AMR afin d'y faire concourir des Aston Martin Vantage AMR GT3 avec l'aide de pilotes officiels Aston Martin Racing et le support technique du service compétition client de la marque,. L'écurie s'était également engagée pour la première fois de son existante dans le championnat Super Taikyu Series (en) avec deux voitures, une Porsche 911 GT3 R avec le n°47 dans la classe ST-1 et une Aston Martin Vantage AMR GT3 avec le n°777 dans la classe ST-X. C'est avec l'Aston Martin Vantage AMR GT3 que le D'Station Racing avait remporté sa première victoire dans le championnat Super Taikyu Series (en) lors de la manche de Suzuka. En fin d'année, l'écurie avait confirmé sa première participation au championnat Asian Le Mans Series afin d'y faire participer une Aston Martin Vantage AMR GT3 avec en ligne de mire une invitation aux 24 Heures du Mans,.
En 2021, l’écurie D'Station Racing avait fait dans la continuité et s'était engagée dans le championnat japonais Super Taikyu Series (en) avec deux voitures, une Aston Martin Vantage AMR GT3 dans la classe ST-X et une Aston Martin Vantage GT4 dans la classe ST-Z. A cela, comme lors de la saison précédente, l'écurie s'était de nouveau engagée dans le championnat Asian Le Mans Series avec une Aston Martin Vantage AMR GT3. La nouveauté de la saison avait consisté à un engagement dans le Championnat du monde d'endurance afin d'y faire participer une Aston Martin Vantage AMR (GTE) dans la catégorie LMGTE Am. Afin de rendre cela possible, l'écurie japonaise s'était fait supporter techniquement par l'écurie britannique TF Sport.
En 2022, comme les saisons précédentes, le D'Station Racing s'était engagé en Asian Le Mans Series, et en Championnat du monde d'endurance, toujours avec le support technique de l'écurie britannique TF Sport.

## Résultats en compétition automobile

### Résultats enChampionnat du monde d'endurance
| Année | Classe | no  | Voiture                      | Pneus | 1      | 2        | 3        | 4        | 5        | 6      | 7     | 8   | Position | Points |
| ----- | ------ | --- | ---------------------------- | ----- | ------ | -------- | -------- | -------- | -------- | ------ | ----- | --- | -------- | ------ |
| 2021  | GTE Am | 777 | Aston Martin Vantage AMR     | M     | SPA 7  | POR Abd. | MNZ 3    | LMS 5    | BHR 10   | BHR 7  |       |     | 9e       | 51     |
| 2022  | GTE Am | 777 | Aston Martin Vantage AMR     | M     | SEB 6  | SPA 7    | LMS Abd. | MON 11   | FUJ 3    | BAH 10 |       |     | 10e      | 35     |
| 2023  | GTE Am | 777 | Aston Martin Vantage AMR     | M     | SEB 10 | POR Abd. | SPA 10   | LMS Abd. | MON Abd. | FUJ 10 | BAH 2 |     | 12e      | 31     |
| 2024  | LMGT3  | 777 | Aston Martin Vantage AMR GT3 | G     | QAT 3  | ITA 10   | SPA 7    | LMS      | SÃO      | COA    | FUJ   | BHR | 5e*      | 30*    |

* Saison en cours.

### Résultats enAsian Le Mans Series
| Année     | Classe | no | Voiture                      | Pneus | 1      | 2      | 3        | 4        | Position | Points |
| --------- | ------ | -- | ---------------------------- | ----- | ------ | ------ | -------- | -------- | -------- | ------ |
| 2019-2020 | GT     | 77 | Aston Martin Vantage AMR GT3 | M     | SHA 1  | BEN 6  | SEP Abd. | CHA Abd. | 11e      | 33     |
| 2021      | GT     | 77 | Aston Martin Vantage AMR GT3 | M     | DUB 13 | DUB 13 | ABU 7    | ABU 7    | 12e      | 13     |
| 2022      | GT     | 77 | Aston Martin Vantage AMR GT3 | M     | DUB 17 | DUB 10 | ABU 8    | ABU Abd. | 12e      | 5.5    |